# Яхта (приток Ваи)
Яхта — река в России, протекает в Тонкинском районе Нижегородской области. Впадает в реку Ваю в 45 км от её устья по левому берегу. Длина реки составляет 21 км, площадь водосборного бассейна — 119 км². На реке расположен районный центр — посёлок Тонкино.
Исток реки находится южнее деревни Ключи в 9 км к востоку от посёлка Тонкино. Река протекает деревни Ломное, Зайчики и Елховка, после чего течёт по территории посёлка Тонкино, где на реке устроена запруда. Ниже посёлка река протекает село Вая и впадает в одноимённую реку.

## Данные водного реестра
По данным государственного водного реестра России относится к Верхневолжскому бассейновому округу, водохозяйственный участок реки — Ветлуга от города Ветлуга и до устья, речной подбассейн реки — Волга от впадения Оки до Куйбышевского водохранилища (без бассейна Суры). Речной бассейн реки — (Верхняя) Волга до Куйбышевского водохранилища (без бассейна Оки).
По данным геоинформационной системы водохозяйственного районирования территории РФ, подготовленной Федеральным агентством водных ресурсов:
- Код водного объекта в государственном водном реестре — 08010400212110000043236
- Код по гидрологической изученности (ГИ) — 110004323
- Код бассейна — 08.01.04.002
- Номер тома по ГИ — 10
- Выпуск по ГИ — 0